# Deviant
Deviant — третий студийный альбом шведской горграйнд группы Regurgitate, выпущен в 2003 году лейблом Relapse Records. В Японии альбом был издан 2 мая 2003 года, в остальном мире 29 июля 2003 года.

## Об альбоме
Deviant отличается несколько более тяжёлым (в отличие от первых двух альбомов) звучанием, и более близок по звучанию к дэт-металу, чем первые два альбома.

## Список композиций
1. "Drowning In Filth" – 1:14
2. "Embrace Obscenity And Kiss The Eruption Of Destruction" – 0:57
3. "Seal Your Doom" – 1:09
4. "Grotesque Anoplasty" – 0:51
5. "Blind Fiends Of Chaos" – 1:54
6. "Visions Of Sodomy" – 0:37
7. "Severe Necrotic Manifesto" – 1:43
8. "Annihilation Meets Depravation" – 1:04
9. "Amphigory" – 0:45
10. "Screams Of Death Your God Won't Hear" – 1:14
11. "Reeking Hellhole" – 0:31
12. "Lethean Sleep" – 0:29
13. "Waging War On Benevolence" – 1:03
14. "Exterminate The Virtuous" – 1:54
15. "Alone In Oblivion" – 1:18
16. "Deviant Malpratice" – 1:21
17. "The Ultimate Enslavement" – 1:06
18. "Systematic Demoralization" – 1:24
19. "Unfed" – 0:24
20. "Manipulation Reigns Supreme" – 1:39
21. "Charred Remains (Unseen Terror)" – 1:17
22. "Crossed Out Existence" – 1:18
23. "Vice And Iniquity" – 1:14
24. "Lobotochrist" – 0:36
25. "Twisted Rhymes Of Perversion" – 1:51
26. "Depopulation Of The Human Race" – 0:47
27. "Life Falls Before Our Feet" – 2:13

## Участники записи
- Рикард Йансон - вокал
- Урбан Скутт - гитара
- Глен Сайкс - бас
- Йоске Петтерсон - барабаны